# Aero Club

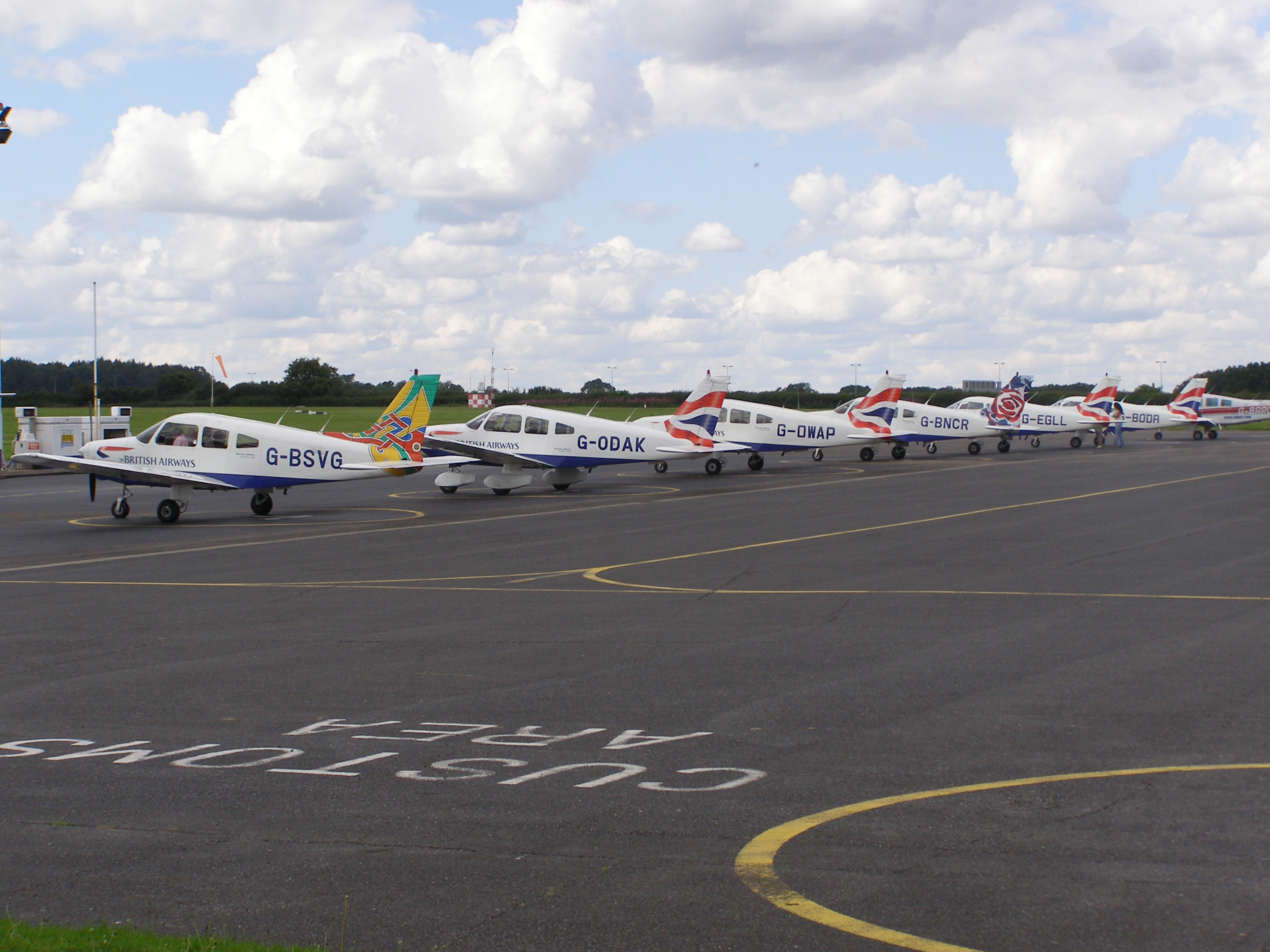
Gruppo di Piper Cherokee sul campo di aviazione di Booker in Gran Bretagna

Un aero club è un'organizzazione no profit per l'esercizio dell'attività di aviazione sportiva.

## Attività
Molti club forniscono anche l'addestramento al volo, strumenti di pianificazione di volo, forniture ai piloti e servizi associati, come pure l'organizzazione di funzioni sociali, fly-in e fly-out per altri aeroporti e così via. Mentre i club di volo sono essenzialmente per coloro che perseguono il volo come un hobby, molti piloti commerciali partono da un aeroclub per poi ottenere il brevetto di pilota professionale.
La maggior parte degli aeroclub noleggiano piccoli aerei di aviazione generale. In Nord America e in Europa gli aerei più diffusi sono i Cessna 152, i Cessna 172 ed i Piper Cherokee. Tuttavia esistono anche alcuni club che forniscono l'accesso ad aeromobili più specializzati, come gli aerei d'epoca, aerei acrobatici, elicotteri e alianti.
In Italia l'attività è organizzata dall'Aero Club d'Italia che si occupa di attività di volo sportivo e scuola di volo.
In Canada, tuttavia, il club può essere un'attività no-profit abbastanza grande, ed alcuni risalgono al 1920 e operano in aeroporti grandi e piccoli. I club di volo canadesi spesso operano come operatori di base fissa nei loro aeroporti e come scuole di volo e noleggiatori di aerei.